# Zettabajt
Zettabajt (skrót ZB), zebibajt (skrót ZiB) – jednostki używane w informatyce oznaczające odpowiednio tryliard (1021) bajtów i 270, czyli 10247 bajtów.
Zgodnie ze standardem IEC 60027-2 w systemie przedrostków dwójkowych (binarnych) obowiązują zależności:
```
1 ZiB = 1024
 
EiB
 = 1024 · 1024
 
PiB
 = 1024 · 1024 · 1024
 
TiB
 = 1024 · 1024 · 1024 · 1024
 
GiB
 = 1024
5
 
MiB
 = 1024
6
 
kiB
 = 1024
7
 
B
```

natomiast w systemie przedrostków dziesiętnych SI:
```
1 ZB = 1000
 
EB
 = 1000 · 1000
 
PB
 = 1000 · 1000 · 1000
 
TB
 = 1000 · 1000 · 1000 · 1000
 
GB
 = 1000
5
 
MB
 = 1000
6
 
kB
 = 1000
7
 
B
```

## Przykłady użycia
- GUID Partition Table (GPT) pozwala na zdefiniowanie dysku i partycji o maksymalnym rozmiarze 7,02 zettabajta lub 5,946 zebibajta, gdy używane są 512-bajtowe sektory[2].
- ZFS pozwala zarządzać pamięcią masową o maksymalnym rozmiarze około 256 biliardów zettabajtów[3].